# Mimosa setuligera
Mimosa setuligera är en ärtväxtart som beskrevs av Hermann August Theodor Harms. Mimosa setuligera ingår i släktet mimosor, och familjen ärtväxter. Inga underarter finns listade i Catalogue of Life.